# Министерство иностранных дел Приднестровской Молдавской Республики
Министерство иностранных дел Приднестровской Молдавской Республики, сокращённо МИД ПМР или МИД Приднестровья — является исполнительным органом государственной власти, подотчетно Президенту ПМР по вопросам, закрепленным за Президентом Конституцией ПМР, либо в соответствии с законодательными актами. Образовано 1 июля 1992 года, как Республиканское бюро внешних связей ПМР.

## История
Днём образования внешнеполитического ведомства ПМР считается 1 июля 1992 года. В этот день Указом Президента было создано Республиканское бюро внешних связей ПМР. На Бюро было возложены задачи организации и координации деятельности государственных органов и учреждений ПМР по культурным, экономическим и политическим связям с органами и учреждениями других государств. По статусу Бюро приравнивалось к республиканскому управлению. Начальник Бюро по должности являлся членом правительства ПМР.
Общее руководство деятельностью Бюро осуществлял Президент ПМР и Государственный секретарь ПМР.
8 сентября 1992 года Постановлением Верховного Совета ПМР бюро было реорганизовано в Республиканское управление по внешним связям.
31 марта 1993 года Указом Президента Государственный секретарь ПМР Лицкай Валерий Анатольевич был назначен исполняющим обязанности начальника Республиканского управления внешних связей.
3 августа 2000 года аппарат Государственного секретаря ПМР и Республиканское управление по внешним связям были преобразованы в Министерство иностранных дел ПМР. Указом Президента министром иностранных дел ПМР был назначен Валерий Лицкай.
В сентябре 2010 года внешнеполитическое ведомство выпустило свой первый журнал «Дипломатический вестник Приднестровья», новый номер издания выходит раз в 6 месяцев.
30 марта 2011 года Приказом Министра иностранных дел ПМР № 34 был создан Общественно-экспертный совет при Министерстве иностранных дел Приднестровской Молдавской Республики, этим же документом было утверждено Положение об Общественно-экспертном совете.
20 марта 2012 года Приказом Министра иностранных дел ПМР был создан Совет молодых дипломатов.
В 2013 году МИД ПМР было подписано несколько соглашений о сотрудничестве:
- 16 апреля — Соглашение о взаимодействии между МИД ПМР и АНО «Евразийский Центр»[5].
- 27 мая — Соглашение о сотрудничестве между МИД ПМР и Общественной палатой Приднестровской Молдавской Республики[6].
- 29 августа — Соглашение о сотрудничестве между Министерством иностранных дел ПМР и Фондом содействия развитию международных связей и сотрудничества «Добрососедство»[7].

12 апреля 2013 года во внешнеполитическом ведомстве состоялось открытие медиацентра «Евразийское Приднестровье» и презентация одноименного медиапортала.
С марта 2016 года все материалы официального сайта Министерства иностранных дел ПМР стали доступны для свободного распространения по лицензии Creative Commons Attribution 4.0 International.

## Деятельность

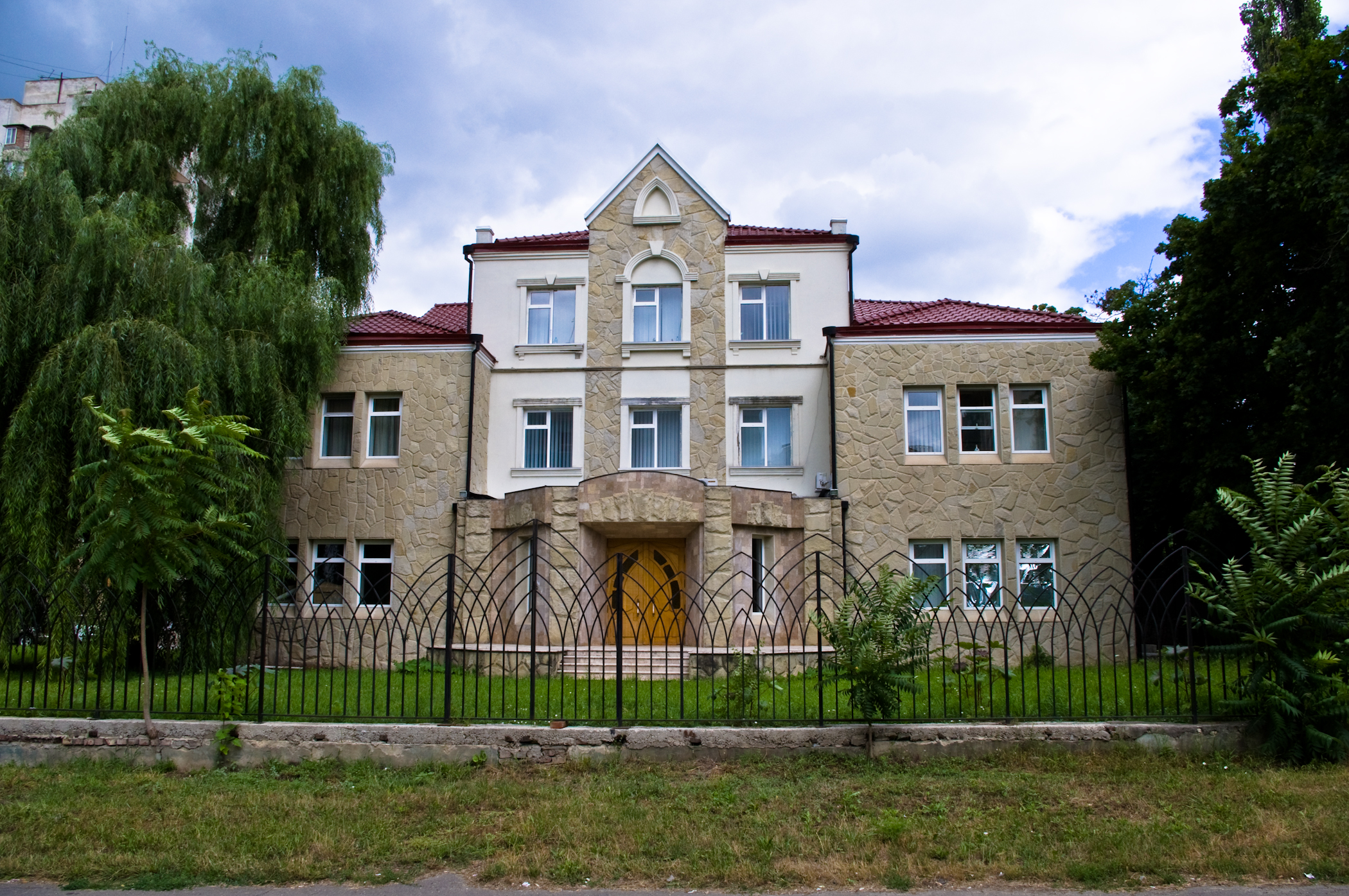
Здание Министерства иностранных дел ПМР

Министерство иностранных дел Приднестровской Молдавской Республики является исполнительным органом государственной власти, подотчетно Президенту ПМР по вопросам, закрепленным за президентом Конституцией ПМР, либо в соответствии с законодательными актами:
- осуществляет государственное управление в области отношений Приднестровской Молдавской Республики с иностранными государствами и международными организациями.
- обеспечивает участие ПМР в деятельности различных международных и региональных организаций, конференций, форумов, содействуя тем самым становлению Приднестровской Молдавской Республики как члена мирового сообщества
- осуществляет координацию деятельности исполнительных органов государственной власти Приднестровской Молдавской Республики в сфере внешних связей в соответствии с внешнеполитическим курсом республики.
- является головным органом в области отношений с иностранными государствами, международными организациями и осуществляет общий контроль за выполнением международных обязательств ПМР.

## Представительства Приднестровья
В систему Министерства входят дипломатические и иные представительства, в том числе при международных и межправительственных организациях.
В своей деятельности загранпредставительства подотчётны и подконтрольны Министерству, руководствуются законодательством Приднестровской Молдавской Республики о дипломатической службе, нормативными и распорядительными актами Министерства, нормами международного права, учитывая обычные и законодательные нормы государств пребывания.
Осенью 2013 года Президент ПМР предложил снова открыть Официальные Представительства Приднестровья в Москве и Киеве, которые ранее были закрыты.
| Страна       | Город   | Контакты             | Должность                            | Фото | ФИО                      |
| ------------ | ------- | -------------------- | ------------------------------------ | ---- | ------------------------ |
| Абхазия      | Сухум   | Тел. 007940 7 772053 | Глава Официального Представительства |      | Купалба, Гарри Сергеевич |
| Южная Осетия | Цхинвал |                      | Глава Официального Представительства |      | Кочиев, Егор Эрихович    |

## Руководство
В соответствии с Конституцией Приднестровья Президент Приднестровской Молдавской Республики осуществляет общее руководство внешней политикой Приднестровской Молдавской Республики, заключая при этом международные договоры Приднестровской Молдавской Республики, подписывает ратификационные грамоты в случае ратификации международного договора Верховным Советом, принимает верительные и отзывные грамоты дипломатических представителей.

### Начальник Республиканского управления внешних связей
| №     | ФИО                         | Дипломатический ранг    | Дата назначения | Дата освобождения | Примечания                                 |
| ----- | --------------------------- | ----------------------- | --------------- | ----------------- | ------------------------------------------ |
| 1     | Гросул, Юрий Исаакович      | в звании генерал-майора | 8 сентября 1992 | 31 марта 1993     |                                            |
| и. о. | Лицкай, Валерий Анатольевич |                         | 31 марта 1993   | 23 июня 1995      | В должности государственного секретаря ПМР |
| 2     | Лицкай, Валерий Анатольевич |                         | 23 июня 1995    | 3 августа 2000    | В должности государственного секретаря ПМР |

### Министр иностранных дел
Министр иностранных дел Приднестровья — член Правительства Приднестровья, руководит внешнеполитическим ведомством. Министр представляет Приднестровье на двусторонних и многосторонних переговорах и подписывает международные договоры; следит за соблюдением законности в подчиненном ему министерстве.
| №     | Фото | ФИО                            | Дипломатический ранг              | Дата назначения  | Дата освобождения | Примечания |
| ----- | ---- | ------------------------------ | --------------------------------- | ---------------- | ----------------- | --- |
| 1     |      | Лицкай, Валерий Анатольевич    | чрезвычайный и полномочный посол  | 3 августа 2000   | 1 июля 2008       | |
| и. о. |      | Ястребчак, Владимир Валерьевич | государственный советник I класса | 27 июня 2008     | 28 ноября 2008    | |
| 2     |      | Ястребчак, Владимир Валерьевич | государственный советник I класса | 28 ноября 2008   | январь 2012       | Указ Президента ПМР № 766 о назначении Министром иностранных дел Приднестровской Молдавской Республики                         |
| и. о. |      | Штански, Нина Викторовна       |                                   | 17 января 2012   | 24 января 2012    | Указ Президента ПМР № 20 О назначении временно исп. обязанности министра иностранных дел Приднестровской Молдавской Республики |
| 3     |      | Штански, Нина Викторовна       | Чрезвычайный и Полномочный Посол  | 24 января 2012   | 14 сентября 2015  | Указ Президента ПМР № 42 О назначении руководителей органов исполнительной власти Приднестровской Молдавской Республики        |
| и. о. |      | Игнатьев, Виталий Викторович   | Чрезвычайный и Полномочный Посол  | 14 сентября 2015 | 31 августа 2016   | |
| 4     |      | Игнатьев, Виталий Викторович   | Чрезвычайный и Полномочный Посол  | 31 августа 2016  | настоящее время   | Указ Президента ПМР № 321 «О назначении на должность министра иностранных дел Приднестровской Молдавской Республики»           |

## Ведомственные награды
- Нагрудный знак Министерства иностранных дел ПМР «За вклад в развитие международных связей»
- Грамота Министерства иностранных дел ПМР
- Благодарственное письмо Министерства иностранных дел ПМР[20]
- Медаль «25 лет Министерству иностранных дел Приднестровской Молдавской Республики»[21][22]
- Медаль «30 лет Министерству иностранных дел Приднестровской Молдавской Республики»[23][24]

Ведомственные награды
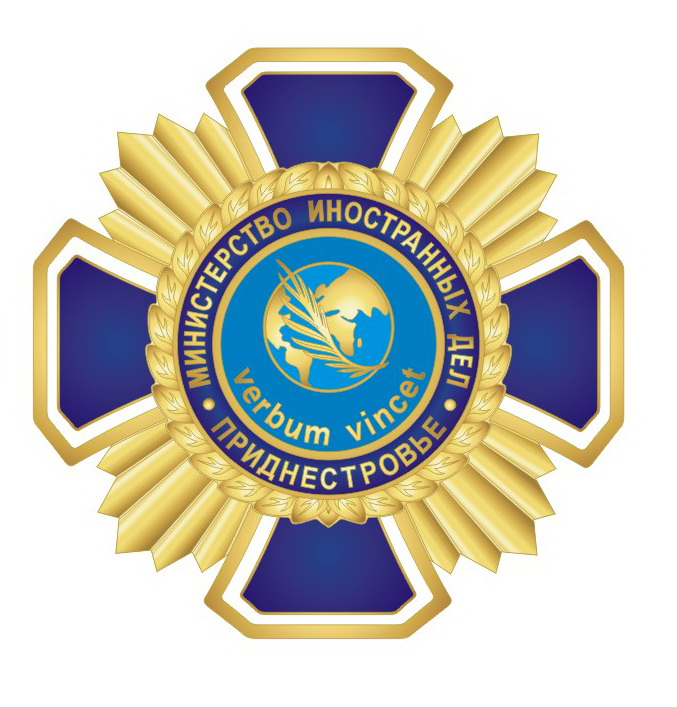
Нагрудный знак МИД
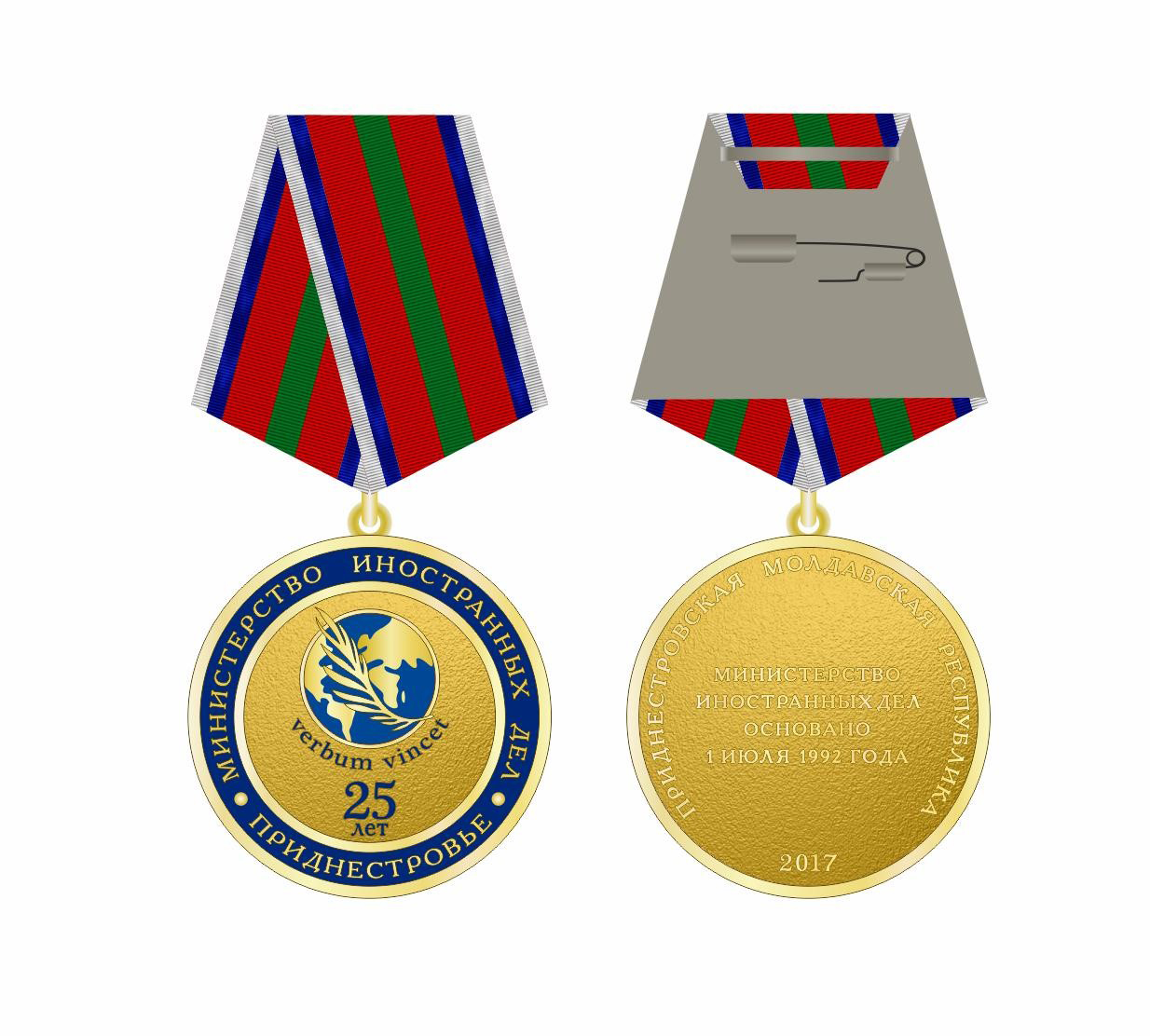
Медаль «25 лет Министерству иностранных дел Приднестровской Молдавской Республики»
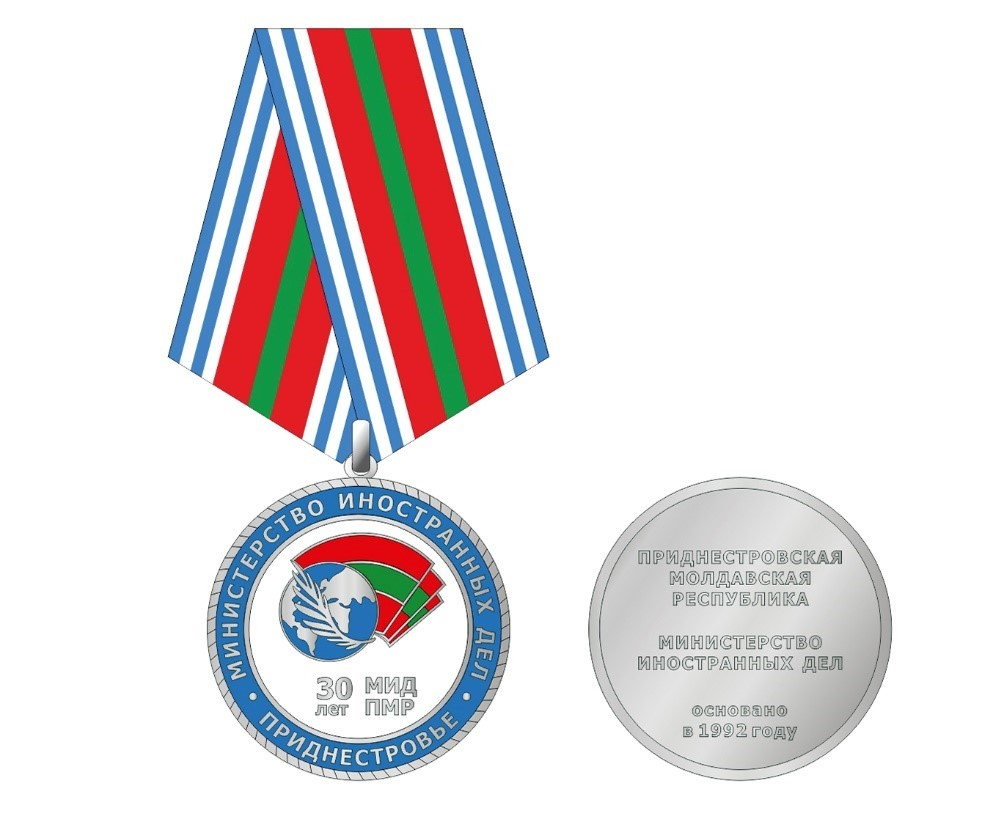
Медаль «30 лет Министерству иностранных дел Приднестровской Молдавской Республики»

## В нумизматике

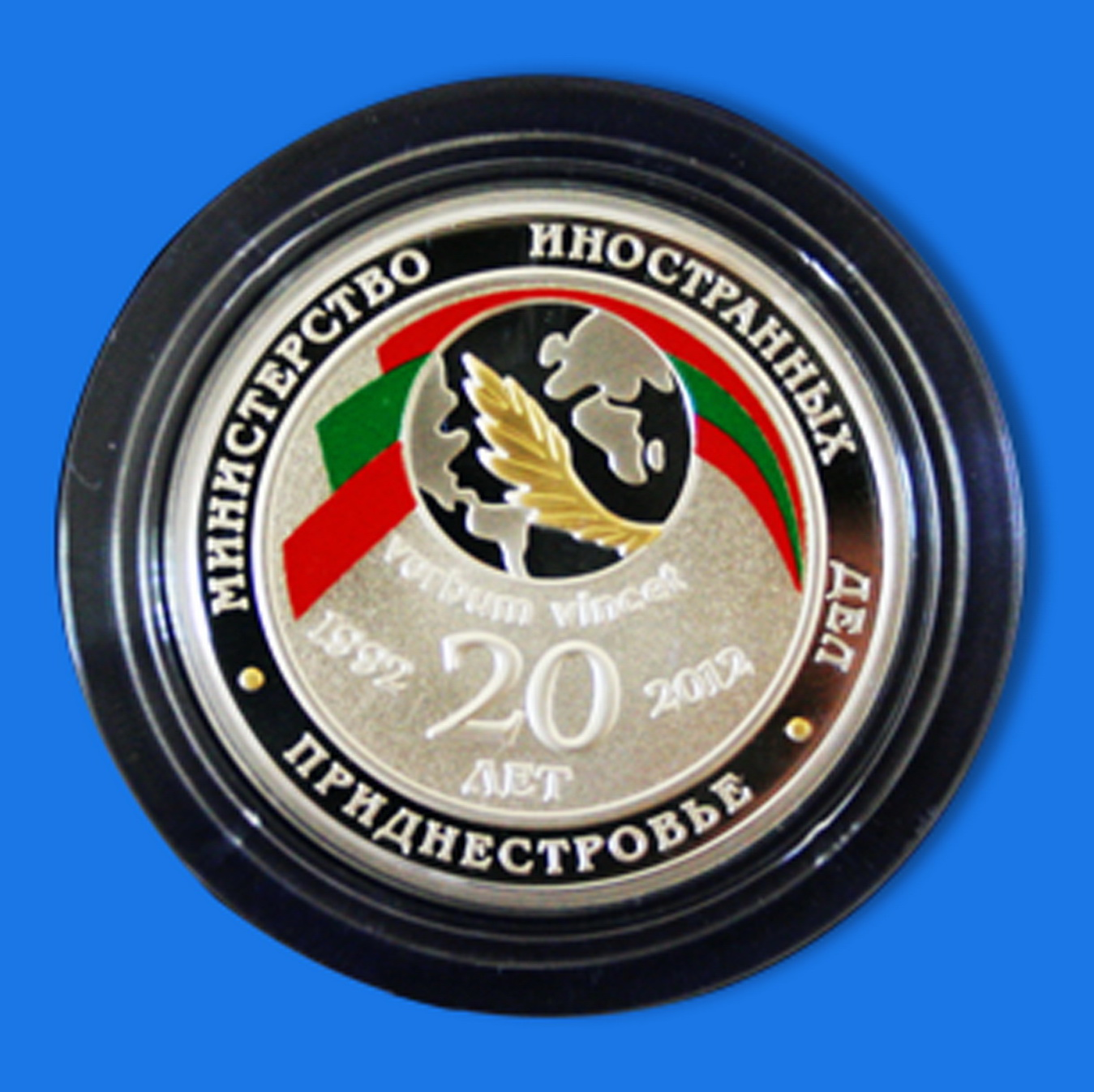
Памятная монета

20 декабря 2012 года Приднестровский республиканский банк ввёл в обращение памятную серебряную монету достоинством 20 рублей «20-я годовщина образования Министерства иностранных дел ПМР» серии «Государственность Приднестровья». Тираж монеты составил 250 штук.
Описание монеты:
- Аверс монеты: в центре — изображение государственного герба Приднестровской Молдавской Республики; по кругу — надписи: вверху «ПРИДНЕСТРОВСКИЙ РЕСПУБЛИКАНСКИЙ БАНК», внизу — «20 РУБЛЕЙ»; в нижней части под гербом — год выпуска монеты «2012», обозначение металла, проба сплава, логотип изготовителя.
- Реверс монеты: в центре — изображение земного шара с пальмовой ветвью, выполненной в позолоте на фоне флага Приднестровской Молдавской Республики в цвете, под ним -надпись «verbum vincet», ниже — надпись «20 лет», по обе стороны которой даты «1992», «2012»; по кругу — надписи «Министерство иностранных дел», «Приднестровье»[26].

В 2022 году была выпущена памятная монета из стали с никелевым покрытием, посвященная 30-летию Министерству иностранных дел. Номинал 25 рублей и тираж 2500 штук.

## Награды
- Орден «За заслуги» II-й степени[28][29]